# Axinidris kakamegensis
Axinidris kakamegensis är en myrart som beskrevs av Steven O. Shattuck 1991. Axinidris kakamegensis ingår i släktet Axinidris och familjen myror. Inga underarter finns listade.